# L.H. Wiener
Lodewijk Willem Henri Wiener (Amsterdam, 16 februari 1945), aanvankelijk schrijvend onder de naam Lodewijk, Lodewijk-Henri Wiener of Lodewijk Henri Wiener, maar sinds 1980 publicerend als L.H. Wiener, is een Nederlands prozaschrijver. Daarnaast was Wiener lange tijd leraar Engels aan het Stedelijk Gymnasium in Haarlem.

## Schrijverschap
Wiener debuteerde met verhalen in Tirade in 1966 met Mijne heren. In 1967 verscheen zijn eerste verhalenbundel, Seizoenarbeid, die al direct tot commotie leidde. De houder van een strandpaviljoen in Zandvoort, die zich in een van die verhalen geportretteerd meende te zien op een wijze die niet strookte met zijn zelfbeeld, eiste dat het werk uit de handel werd genomen. In een herdruk werd diens naam gewijzigd in die van de schrijver, "Wiener". Enige publiciteit leverde dit Wiener wel op, maar weinig extra verkopen. De herdruk belandde in de uitverkoop en een roman, Zwarte Vrijdag (1967), die hierop volgde, werd door de kritiek genegeerd, een lot dat gedeeld werd met Wieners verhalenbundels daarna: Duivels jagen (1968) en Man met ervaring (1972).
Intussen bleef Wiener schrijven. Zijn verhalen, op een recept van ironie, zelfspot en cynisme verschenen voornamelijk in Tirade en vanaf 1980 in De Tweede Ronde, de literaire tijdschriften van Van Oorschot. Zij werden van tijd tot tijd gebundeld; de kwaliteit werd beoordeeld als wisselend. Het werk kreeg, hoewel bewonderaars Wiener bleven volgen, weinig of geen aandacht in de pers. Het duurde ruim dertig jaar voordat hem enige erkenning te beurt viel: zijn tweede roman Nestor (2002) werd in 2003 bekroond met de F. Bordewijk-prijs. Dat was aanleiding tot een inhaalslag. In 2003-04 verschenen in twee delen zijn verzamelde verhalen, die in de pers in het algemeen gunstig werden besproken. Een Vlaams tijdschrift schreef naar aanleiding van het verschijnen van het eerste deel: "Een groot schrijver, zowel stilistisch als thematisch, die dringend naar waarde geschat dient te worden."
De verering van Quirina T. was genomineerd voor de Libris literatuurprijs 2007. In 2015 werd Wiener 70 en kreeg het liber amicorum LHW70 aangeboden. Enige maanden later werd hij benoemd tot Ridder in de Orde van Oranje-Nassau, mogelijk mede naar aanleiding van de Brief aan de koning van zijn stadgenoot en collega P.F. Thomése uit 2014.

### Lodewijk-Henri Wiener
- Seizoenarbeid. Amsterdam: Meulenhoff, 1967.
- Zwarte Vrijdag (roman. Amsterdam: Meulenhoff, 1967.
- Duivels jagen. Amsterdam: Meulenhoff, 1968.

### L.H. Wiener
- Man met ervaring. Amsterdam: Van Oorschot, [1972].
- Bomen die te mooi zijn moeten worden omgezaagd. Amsterdam: De Bezige Bij, 1980.
- Misantropie voor gevorderden. Amsterdam: Bert Bakker, 1982.
- Naamloze meisjes. Amsterdam: Bert Bakker, 1984.
- Wegens mensenkennis gesloten. Amsterdam: Bert Bakker, 1988.
- Misantropenjaren. Verzamelde verhalen. Amsterdam: Bert Bakker, 1990.
- De langste adem. Amsterdam: Bert Bakker, 1993.
- Ochtendwandeling. Amsterdam/Antwerpen: Contact, 1996.
- Niet aaien (dierenverhalen). Amsterdam/Antwerpen: Contact, 1997.
- Allemaal licht en warmte. Amsterdam/Antwerpen: Contact, 1999.
- Nestor. Amsterdam/Antwerpen: Contact, 2002.
- Een handdruk en een vuist. L.H. Wiener - G.A. van Oorschot (1966-1982). Heiloo: Reservaat, 2003.
- De verhalen I. Amsterdam/Antwerpen: Contact, 2003.
- De verhalen II. Amsterdam/Antwerpen: Contact, 2004.
- Moederziel. Haarlem: Het Beschreven Blad, 2006. (60 gesigneerde ex.)
- De verering van Quirina T.. Amsterdam/Antwerpen: Contact, 2006.
- L.H. en A.L. / A.L. en L.H.. Utrecht: Stichting De Roos, 2007. (175 ex.)
- Eindelijk volstrekt alleen. Amsterdam/Antwerpen: Contact, 2008.
- Herinneringen aan mijn uitgevers. Amsterdam/Antwerpen: Contact, 2008.
- Muffin. Hilversum: Uitgeverij 69, 2009. (126, waarvan 26 geletterde en gesigneerde, ex.)
- Fenomenologie van de kwade dronk. Amsterdam/Antwerpen: Contact, 2009. (Jaarwisselingsgeschenk, 1800 ex.)
- The great European nude. Heemstede: Bleeker Editie, 2010. (125 gesigneerde ex.)
- Hoe gaat het met de B. Kalmthout: De Carbolineum Pers, 2010. (60, waarvan 10 gebonden, gesigneerde ex.)
- Erfgoed. Utrecht: Hinderickx & Winderickx, 2011. (86, waarvan 20 gebonden, gesigneerde ex.)
- Shanghai Massage. Amsterdam/Antwerpen: Contact, 2011.
- Vroeger. Kalmthout: De Carbolineum Pers, 2012. (50 gesigneerde ex.)
- Vaders en zonen. Utrecht: Hinderickx & Winderickx, 2012. (86, waarvan 20 gebonden, gesigneerde ex.)
- Een handreiking over tijd en ruimte heen. Haarlem: De Hof van Jan, 2013. (300, waarvan 30 met afwijkend zwart omslag, gesigneerde ex.)
- Konijnen. Haarlem: De Hof van Jan, onder de Korenmaat, 2013. (Samen met Joubert Pignon en Paul van der Steen, 135 genummerde en gesigneerde ex.)
- Moederdag. Kalmthout: De Carbolineum Pers, 2013 (50 gesigneerde ex.)
- De zoete inval. Haarlem: De Hof van Jan, 2013. (146, waarvan 26 gebonden, gesigneerde ex.)
- Ippon. Hilversum: Tungsten Uitgeverij, 2013. (126, waarvan 26 geletterd, gesigneerde ex.)
- Body and soul. Hilversum, Tungsten Press, 2014. (74 gesigneerde ex.)
- In zee gaat niets verloren. 2015.
- Jonge kauw te Katwoude. Haarlem: De Hof van Jan, Brederode Pers, 2015. (125, waarvan 15 gebonden en gesigneerd, en weer 5 daarvan genummerd A t/m E met een originele tekening van Nicole de Cock)
- Vervlogen jaren. Haarlem: De Hof van Jan, onder de Korenmaat, 2015. (100, waarvan 26 ex genummerd van A t/m Z)
- De Verhalen. Amsterdam/Antwerpen: Atlas Contact, 2015
- Lydia Davis. Haarlem: De Hof van Jan, onder De Korenmaat, 2016. (110 ex.)
- De tuin der onlusten. Haarlem: De Hof van Jan, onder de Korenmaat, 2017. (150 ex.)
- Op zaterdagmorgen na de lessen. Haarlem: De Hof van Jan, onder De Korenmaat, 2017. (100 ex. waarvan 40 gebonden, genummerd en gesigneerd)
- Buizerd. Kalmthout: De Carbolineum Pers, 2017. (60 genummerde en gesigneerde exemplaren)
- Brief aan A.L.Snijders. Haarlem: De Hof van Jan, onder De Korenmaat, 2017. (100 ex.)
- De meisjes van zes gym alfa. Haarlem: De Hof van Jan, onder De Korenmaat, 2017. (150 ex.)
- Broodheer.Utrecht: Hinderickx & Winderickx, 2017. (nieuwjaarsgeschenk)
- Dit zijn de namen, Tommy. Haarlem: De Hof van Jan, onder De Korenmaat, 2017. (120 ex.)
- Wim Aaij (1947-1968). Kalmthout: De Carbolineum Pers, 2013 (60 gesigneerde ex.)
- Fallen Leaves -  brieven 1966 - 2016, Amsterdam, Atlas/Contact, 2018.
- Tequila - bij het graf van Malcolm Lowry. Utrecht: Hinderickx & Winderickx, 2018. (80 ex.)
- Niet verzonden brief aan Hannah Fieldhouse. Haarlem: De Hof van Jan, onder De Korenmaat, 2018. (100 ex.), met tekeningen van Paul van der Steen
- Een kimono staat mij goed. Haarlem: De Hof van Jan, onder De Korenmaat, 2018. (100 ex.)
- Brief aan F. Starik. Haarlem: De Hof van Jan, onder De Korenmaat, 2018. (100 ex.)
- La vie devant soi. Haarlem: nieuwjaarswens 2019.
- Lof der makreel. Haarlem: De Hof van Jan, onder De Korenmaat, 2019. (100 ex.)
- Le rouge & le noir, Utrecht: Hinderickx & Winderickx, 2019. (75 ex. waarvan 22 gebonden.)
- De zoete inval, Amsterdam, Pluim, 2020
- Zeeangst, Amsterdam, Pluim, 2020.

## Trivia
In het boek Godverdomse dagen op een godverdomse bol van Dimitri Verhulst is het voorwerk geschreven door L.H. Wiener.